# John Jay Hall
John Jay Hall es un edificio de 15 pisos ubicado en el extremo sureste del campus Morningside Heights de la Universidad de Columbia en la ciudad de Nueva York, en la esquina noroeste de 114th St. y Amsterdam Avenue. Llamado así en honor del padre fundador, autor de The Federalist Papers, diplomático y primer presidente del Tribunal Supremo de los Estados Unidos, John Jay (promoción de 1764), fue uno de los últimos edificios diseñados por el estudio de arquitectura McKim, Mead & White, que había proporcionó el plano original del campus de Morningside Heights de Columbia y se terminó en 1927.
El edificio incluye viviendas para estudiantes de primer año de Columbia College y la Escuela de Ingeniería y Ciencias Aplicadas de la Fundación Fu; John Jay Dining Hall, el principal comedor para estudiantes universitarios de la universidad; JJ's Place, un restaurante subterráneo de servicio rápido para estudiantes; el centro de servicios de salud de la universidad; y un elegante salón revestido de madera. Entre sus residentes más destacados se encontraba el poeta español Federico García Lorca.
A diferencia de Carman Hall, el otro dormitorio exclusivo para estudiantes de primer año en Columbia, en el que las habitaciones son de ocupación doble y están dispuestas en grupos de dos alrededores de un baño común a modo de suite, las habitaciones de John Jay Hall consisten principalmente en habitaciones individuales a lo largo de pasillos estrechos, generalmente con tres habitaciones dobles. -ocupación habitaciones por piso. Otros dormitorios que albergan a estudiantes de primer año (pero no exclusivamente) incluyen Wallach Hall, Hartley Hall y Furnald Hall.

## Historia

### "Dormitorio rascacielos"

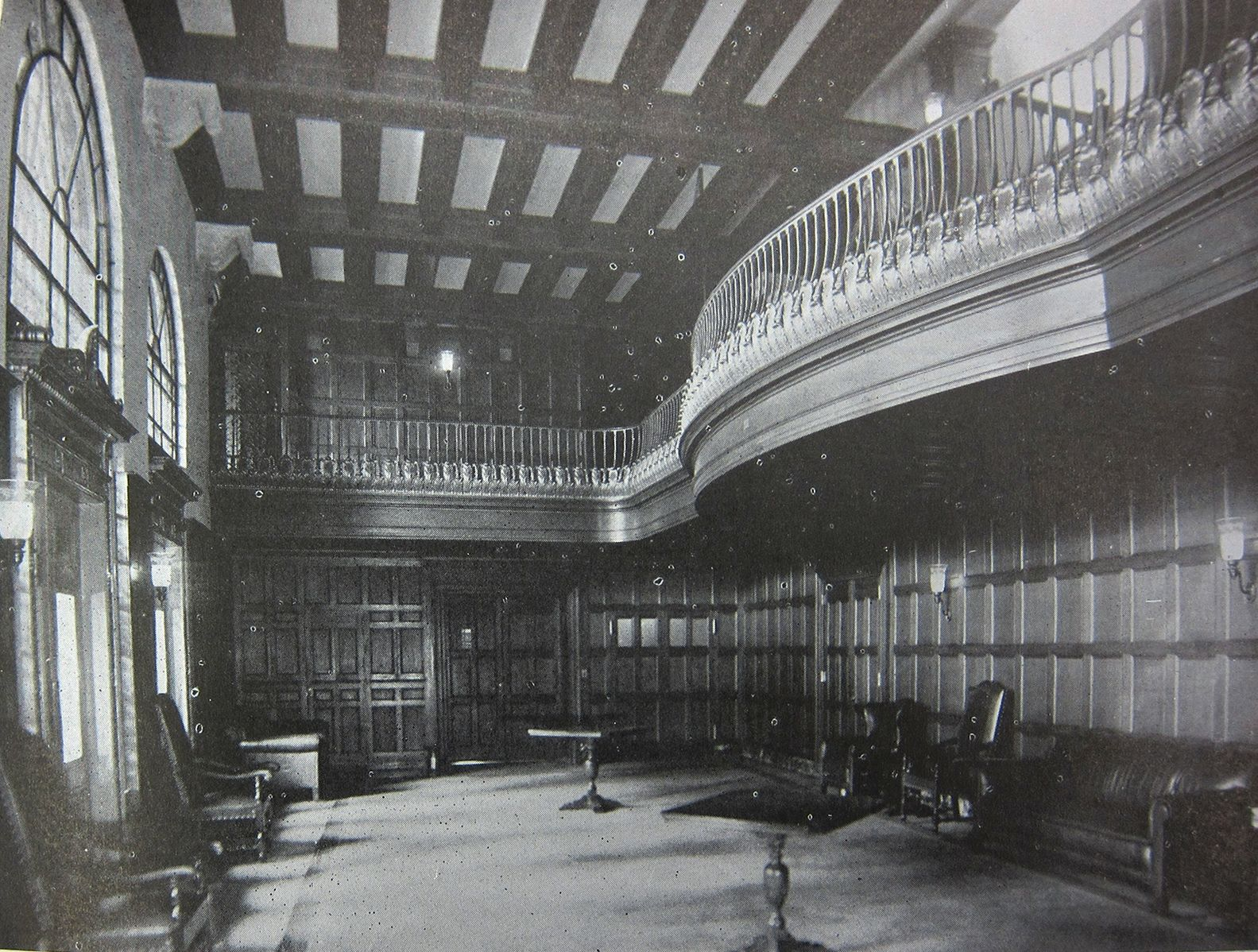
El lobby de John Jay en 1927

Después de la Primera Guerra Mundial, la inscripción significativamente ampliada en Columbia, combinada con el aumento vertiginoso de los alquileres en Morningside Heights, impulsó la construcción de nuevos dormitorios en Columbia. Una necesidad tan apremiante requirió una expansión sustancial del espacio para viviendas, y John Jay, el edificio más nuevo para estudiantes de Columbia, se construyó para casi duplicar la altura de los dormitorios preexistentes. 
John Jay Hall se diferenciaba notablemente de sus contemporáneos institucionales de Morningside Heights. Johnson (ahora Viena) y Hewitt Halls se construyeron para albergar a estudiantes de posgrado de Columbia y estudiantes universitarias de Barnard College, respectivamente. Ambos emplearon acabados de madera más claros y arquitectura neocolonial "estadounidense temprana", que se cree que refleja el ambiente cómodo y doméstico al que las mujeres deberían estar expuestas. Por el contrario, John Jay Hall presentaba paneles y vigas de madera oscura en el techo, así como otros detalles que se pensaba que lo convertían en una estructura más "masculina". 
En su informe anual de 1919, el presidente de la Universidad, Nicholas Murray Butler, escribió que el nuevo dormitorio "pretendría la vida estudiantil y las organizaciones estudiantiles que son una parte tan importante de la influencia educativa total que ejerce la universidad, y particularmente el colegio". Originalmente conocido simplemente como Students Hall, el edificio incorporó características como el comedor y el rathskeller (el Lion's Den Grill, ahora JJ's Place), así como un espacio para el club de estudiantes en el cuarto piso, destinado a fomentar la vida estudiantil en el campus. Rápidamente se convirtió en el centro de la vida universitaria y albergaba las oficinas de publicaciones del campus como el Jester y el Columbia Daily Spectator. Como escribió el escritor humanista y monje trapense Thomas Merton sobre sus experiencias en Columbia en The Seven Storey Mountain: "El cuarto piso de John Jay Hall era el lugar donde se encontraban todas las oficinas de las publicaciones estudiantiles, el Glee Club, la Junta Estudiantil y todo lo demás. "Era la parte más ruidosa y agitada del campus".  John Jay también asistió a bailes en casa, recepciones de exalumnos y a la ceremonia navideña de iluminación del tronco de Navidad.

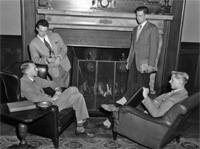
Estudiantes en el salón John Jay en la década de 1950

Los primeros residentes de lo que el New York Times había llamado el "dormitorio rascacielos", sin embargo, estaban agitados por el poco fiable servicio de ascensores. Su irritación se expresó en un artículo del Times titulado "Subir escaleras agita a los estudiantes de Columbia". El graffiti en un ascensor decía "un tipo cayó muerto de vejez esperando este ascensor". El servicio de ascensores del edificio sigue siendo defectuoso hasta el día de hoy. 

### USS John Jay
Durante la Segunda Guerra Mundial, el John Jay sirvió como alojamiento para los guardiamarinas de la Marina de los EE. UU. y fue administrado, con fines de entrenamiento, como si fuera un barco de guerra, conocido como "USS John Jay". Cuando el guardiamarina deseaba entrar al edificio, debía decir a sus superiores "soliciten permiso para subir a bordo, señor". 

### Protesta de 1967
John Jay Hall fue el lugar de una violenta protesta contra la guerra de Vietnam encabezada por el vicepresidente de la sección del SDS de la Universidad de Columbia, Ted Gold. Más de 300 manifestantes siguieron a Gold hasta el vestíbulo del John Jay, donde se enfrentaron a los esfuerzos de reclutamiento que los marines estadounidenses habían organizado allí. Después de que los manifestantes fueran atacados por estudiantes de derecha, Gold instó a retirarse para evitar más conflictos. Después de reagruparse en el bar del West End cerca del campus, el profesor de sociología y profesor de SDS Vernon Dibble invocó la escaramuza dentro del edificio para unir a los estudiantes abatidos. "Dejaste que te expulsaran hoy del John Jay Hall. Tienes que volver allí mañana para mantener tu credibilidad como grupo estudiantil radical", insistió.
La pelea en John Jay Hall indujo al presidente de la universidad, Grayson L. Kirk, a emitir una declaración sobre la nueva política escolar: "No se pueden realizar piquetes ni manifestaciones dentro de ningún edificio universitario".  Sin embargo, los acontecimientos de 1967 en John Jay fueron simplemente el precursor de la crisis mucho mayor que rodeó las protestas de 1968, en las que muchos otros edificios, en particular Hamilton Hall, fueron ocupados por estudiantes en huelga.

### Renovaciones
En marzo de 2022, la sala de estudiantes de John Jay pasó a llamarse en honor a Walter y Shirley Wang, hijo y nuera del magnate empresarial taiwanés Wang Yung-ching, tras la donación de 10 millones de dólares de los dos para mejorar los espacios sociales de los estudiantes universitarios en el campus. 

## Residentes notables
- Federico García Lorca (1929–1930), poeta español, escribió que “mi habitación en John Jay es maravillosa. Está en el piso 12 del dormitorio y puedo ver todos los edificios de la universidad, el río Hudson y una vista lejana de rascacielos blancos y rosados. A la derecha, atravesando el horizonte, hay un gran puente en construcción, de increíble gracia y fuerza”.[7]
- John Berryman, poeta ganador del Pulitzer Prize; una vez informó que una botella que le arrojaron a través de una ventana abierta de John Jay lo dejó helado.
- David Paterson, gobernador de Nueva York[8][9]
- Julia Stiles (2000–2001), actriz, protagonizó Save the Last Dance y Mona Lisa Smile[8]
- Max Minghella (2005–2006), actor, protagonizó Syriana y Art School Confidential[10]
- Spencer Treat Clark (2006–2007), actor, protagonizó Gladiator, Mystic River, y Unbreakable.
- Jake Gyllenhaal (1998–1999), actor, conocido por su trabajo en Donnie Darko, Brokeback Mountain, Zodiac, y Nightcrawler.
- Joseph Gordon-Levitt, actor, conocido por su trabajo en The Walk, Inception, Snowden[11]
- Katori Hall, dramaturgo estadounidense y ganador del Premio Pulitzer de Drama en 2021[12]
- Sha Na Na (1963–1968), grupo de rock. Los cofundadores George Leonard (1963–1967) y Robert Leonard (1967–68), el cantante y compositor Scott Simon (1966–67) y el gerente Ed Goodgold (1964–65) residían en John Jay.
- Jim McMillian (1965–1966), estrella de Los Angeles Lakers, reemplazó a Elgin Baylor como delantero, llevó a los Lakers a una racha de 33 victorias consecutivas y al campeonato de la NBA (promedio de 19,1/juego en playoffs).
- Punch Sulzberger, editor de The New York Times[13]
- Philip Springer, compositor estadounidense conocido por escribir la canción Santa Baby.[13]
- Cristina Teuscher, nadador olímpico y medallista de oro[7]
- Victor Cha, asesor presidencial estadounidense y especialista en Corea[14]
- John D'Emilio, profesor de estudios de género y mujeres en la Universidad de Illinois en Chicago[15]
- Fiona Sze-Lorrain, escritora, poeta[16]
- Raamla Mohamed, escritor de televisión[17]
- Thomas Lippman, periodista especializado en el Middle East[18]
- Tom Kitt, compositor y músico ganador del premio Pulitzer[19]